# ماریان پدرسن
ماریان پدرسن (انگلیسی: Marianne Pedersen؛ زادهٔ ۲۸ فوریهٔ ۱۹۸۵) بازیکن فوتبال اهل دانمارک است.
وی همچنین در تیم ملی فوتبال زنان دانمارک بازی کرده‌است.